# Wilhelm Würfel
Wenzel Wilhelm Würfel (1790/1-1832) fue un compositor, pianista y organista. 
Nació en Bohemia. Bien conocido por su dominio del piano y fue profesor del Conservatorio de Varsovia. Probablemente dio clases al compositor polaco Frédéric Chopin. Si eso es cierto, fue el único concertista de piano que dio clases, pues los anteriores, Wojciech Żywny y Józef Ksawery Elsner, eran respectivamente un violinista y un compositor que tocaban piano sin ser pianistas profesionales. Cuando Chopin llegó a Viena en 1829, Würfel, que estaba en la ciudad, apoyó su gira con sus recomendaciones.
- Datos: Q1364373